# 马肯
马肯是德国莱茵兰-普法尔茨州的一个市镇。总面积8.61平方公里，总人口360人，其中男性176人，女性184人（2011年12月31日），人口密度42人/平方公里。